# Detlef Böhme
Detlef Böhme (* 1963) ist ein ehemaliger deutscher Handballspieler. Der Torwart wurde mit dem TUSEM Essen und dem TV Großwallstadt Deutscher Meister.

## Karriere
Von seinem Jugendverein TV Großwallstadt wechselte Böhme für die Saison 1983/84 zum Bundesliga-Aufsteiger TuSpo Nürnberg. Am Ende der Saison stieg man jedoch als Tabellenletzter ab und Böhme schloss sich Füchse Berlin Reinickendorf an, wo er allerdings hinter Klaus Wöller und Herbert Pohl als dritter Torwart nur in der Reserve-Mannschaft spielte. Ein Jahr später spielte er wieder in der Bundesliga beim TSV GWD Minden. Nach einer Oberschenkel-Verletzung und der damit verbundenen Verpflichtung Herbert Pohls, bat er um Vertragsauflösung und Dankersen stieg ab. Böhme wechselte für die Saison 1986/87 zum VfL Hameln, mit dem er bereits seinen dritten persönlichen Bundesliga-Abstieg hinnehmen musste. In der Zeit von 1987 bis 1989 war er hinter Stefan Hecker zweiter Torwart bei TUSEM Essen und war damit am DHB-Pokal-Sieg 1988 und 1989 am „Double“ mit Sieg im Europapokal der Pokalsieger und deutscher Meisterschaft beteiligt. Durch seine Rückkehr zum TV Großwallstadt konnte er den Meistertitel 1990 verteidigen. Im dritten und entscheidenden Finalspiel gegen den TSV Milbertshofen hielt er drei Siebenmeter. In der Saison 1990/91 konnte der amtierende Deutsche Meister den Abstieg in die 2. Bundesliga dann jedoch nur knapp verhindern. Böhme schloss sich der SG Leutershausen an und wurde 1992 Vize-Meister. In der Saison 1994/95 spielte er für den Zweitligisten OSC 04 Rheinhausen und konnte mit der Mannschaft in die Bundesliga aufsteigen. Danach kehrte er nach Süddeutschland zurück um sich seinem Beruf als Physiotherapeut zu widmen.
Böhme absolvierte mehrere Junioren- und Jugend-Länderspiele. Ein A-Länderspiel bestritt er jedoch nicht. Im Dezember 1991 wurde er von Bundestrainer Horst Bredemeier für ein Sechs-Länder-Turnier der deutschen Nationalmannschaft im belgischen Brasschaat nominiert. Aufgrund einer Verletzung musste er jedoch absagen.

## Erfolge
- Deutscher Meister (2): 1989, 1990
  - Deutscher Vizemeister (1): 1992
- DHB-Pokalsieger (1): 1988
- Europapokalsieger der Pokalsieger (1): 1989
- Aufstieg in die Bundesliga (1): 1995